# Gramado Challenger 2006
Il Gramado Challenger 2006 è stato un torneo di tennis facente parte della categoria ATP Challenger Series nell'ambito dell'ATP Challenger Series 2006. Il torneo si è giocato a Gramado in Brasile dal 25 settembre al 1º ottobre 2006 su campi in cemento.

## Vincitori

### Singolare
Franco Ferreiro ha battuto in finale  Thiago Alves che si è ritirato sul punteggio di 3–6, 7–6(4), 6–5

### Doppio
Franco Ferreiro /  Martín Vilarrubi hanno battuto in finale  Marcelo Melo /  André Sá con il punteggio di 6–2, 6–4